# جيوفري كو
جيوفري كو (29 مارس 1943 في المملكة المتحدة - ) (بالإنجليزية: Geoffrey Coe)‏ هو لاعب كريكت بريطاني. لعب مع نادي مقاطعة ليسترشاير للكريكت ‏.

## وصلات خارجية
- جيوفري كو على موقع إي آس بي آن كريك إنفو (الإنجليزية)